# Teddy Boy

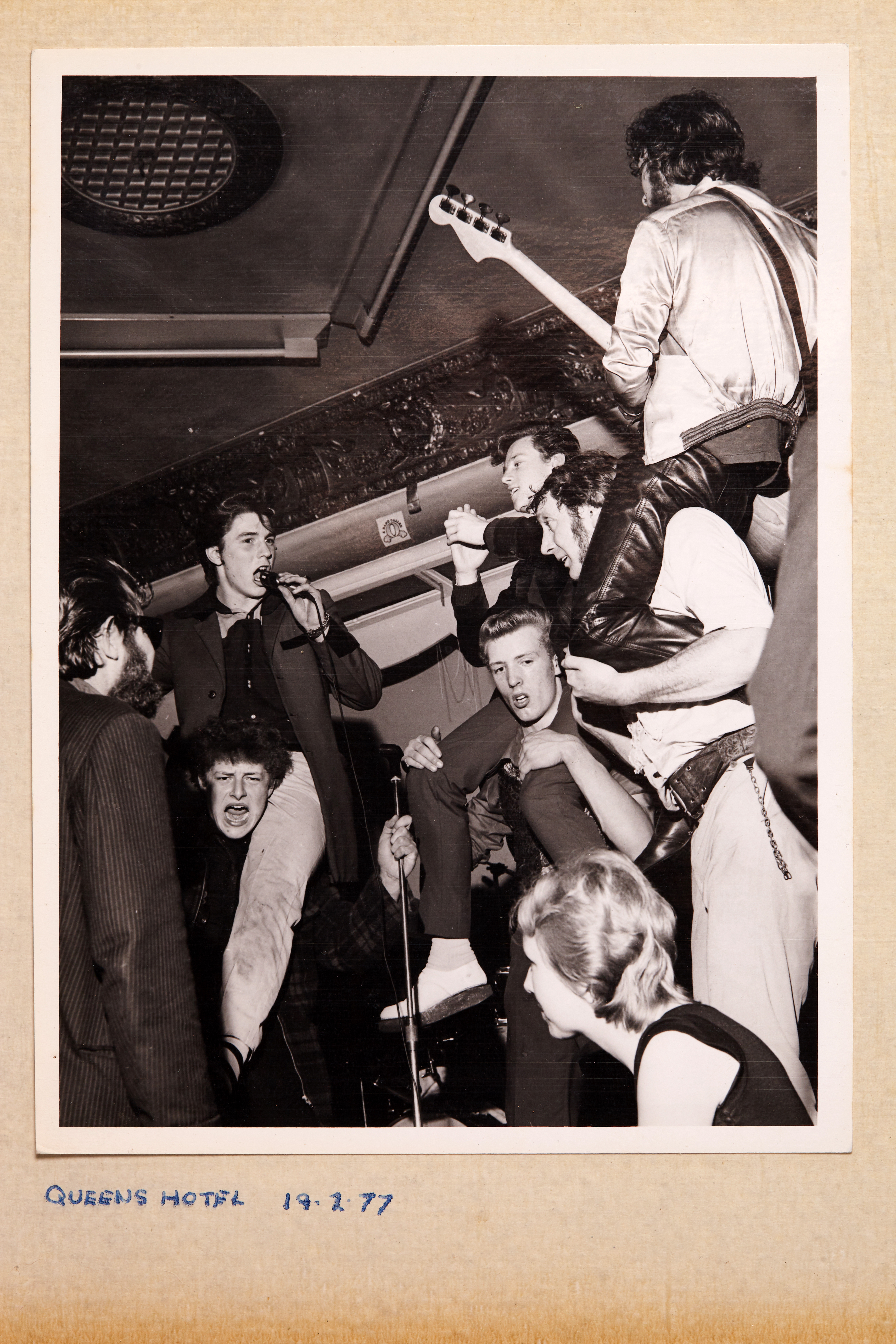
Teddy boys tocant música al Queens Hotel, 1977

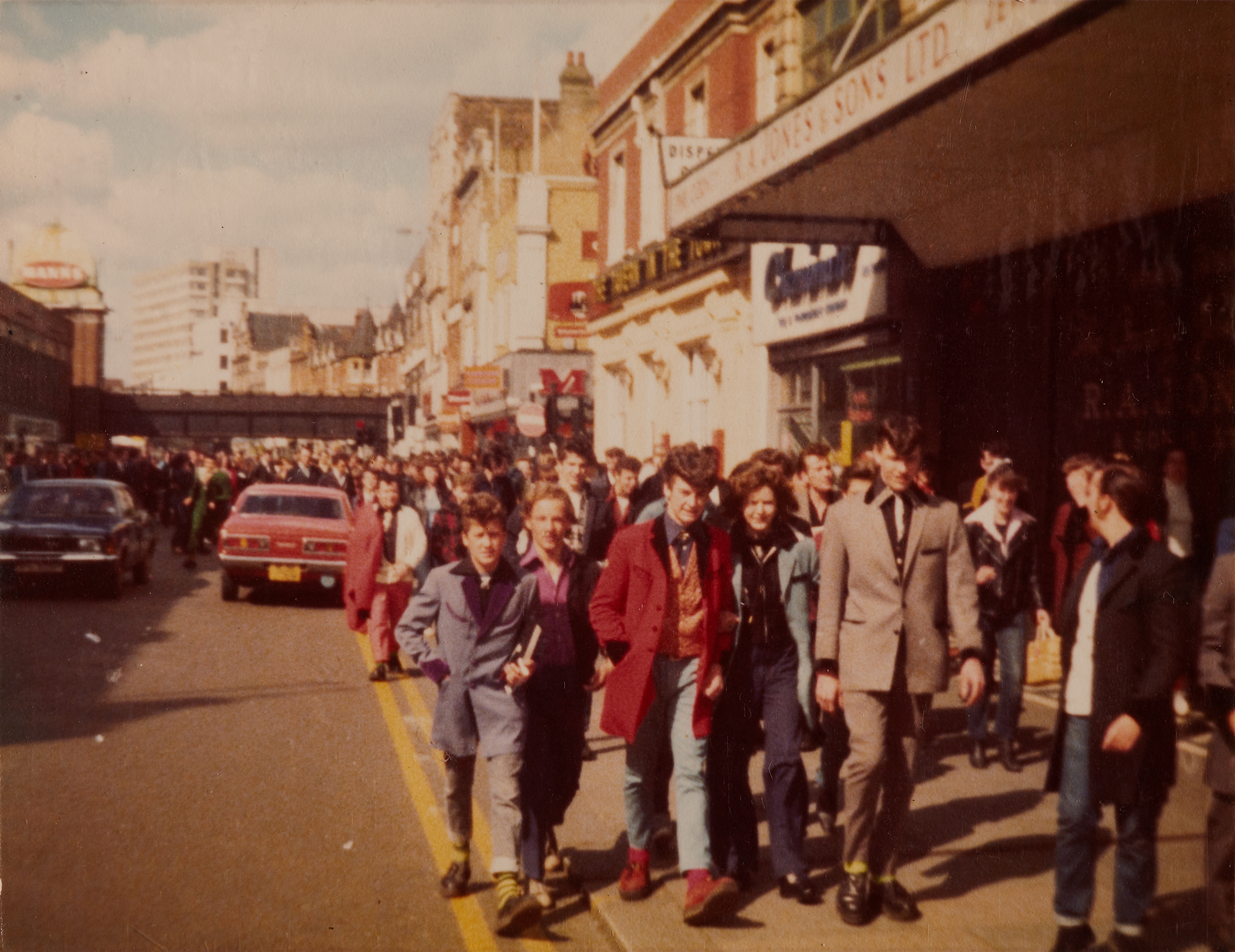
Teddy boys caminant per un carrer concorregut, 1977

Els Teddy Boys, Teddies o Teds van ser una subcultura juvenil principalment britànica que estava interessada en el rock and roll i la música R&B, i que duien roba inspirada en part en els estils que portaven els dandis en l'època eduardiana, que els sastres de Savile Row havien provat de reintroduir a Gran Bretanya després de la Segona Guerra Mundial.

## Història

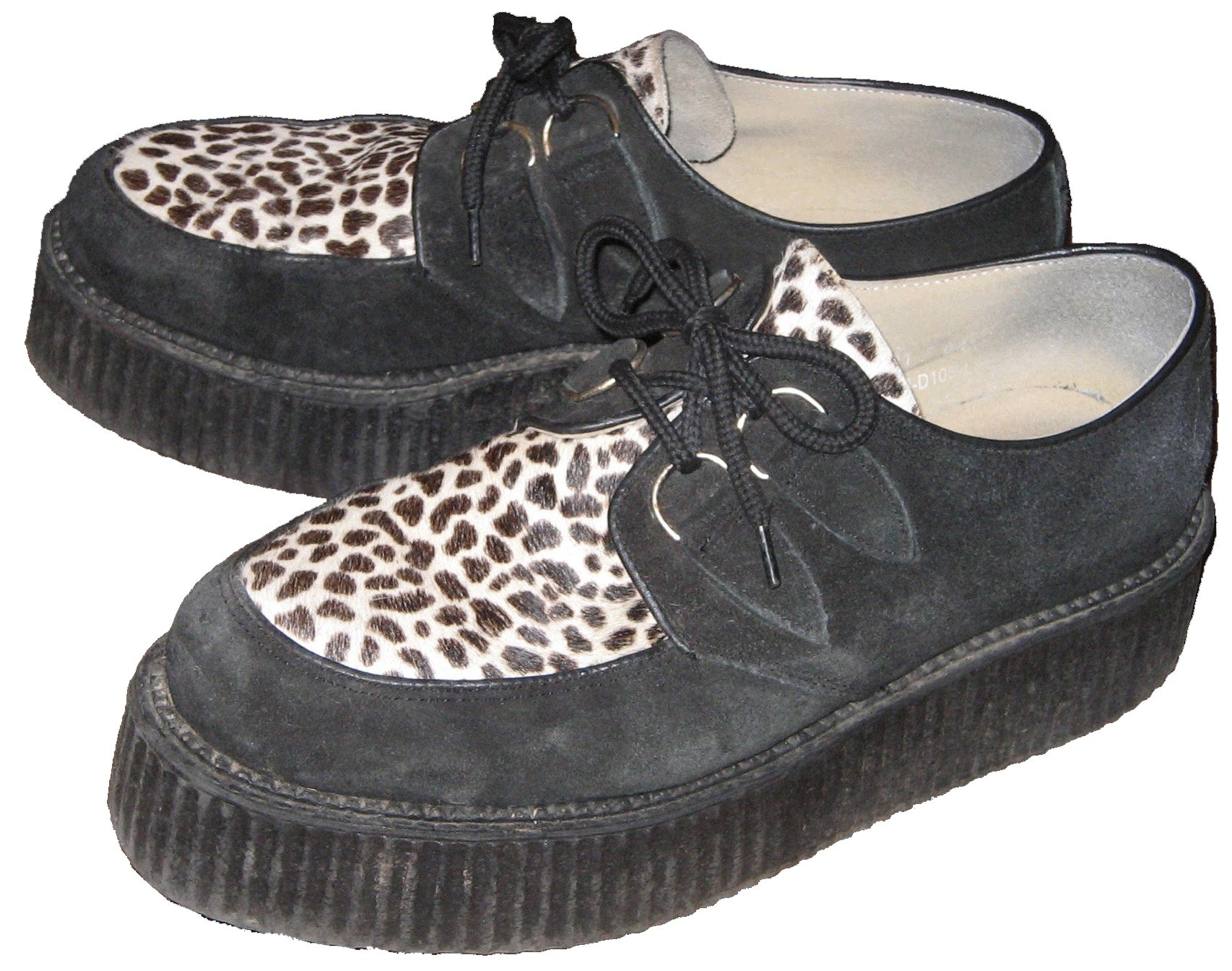
Típics creepers de camussa negra, de moda durant la dècada dels 1950

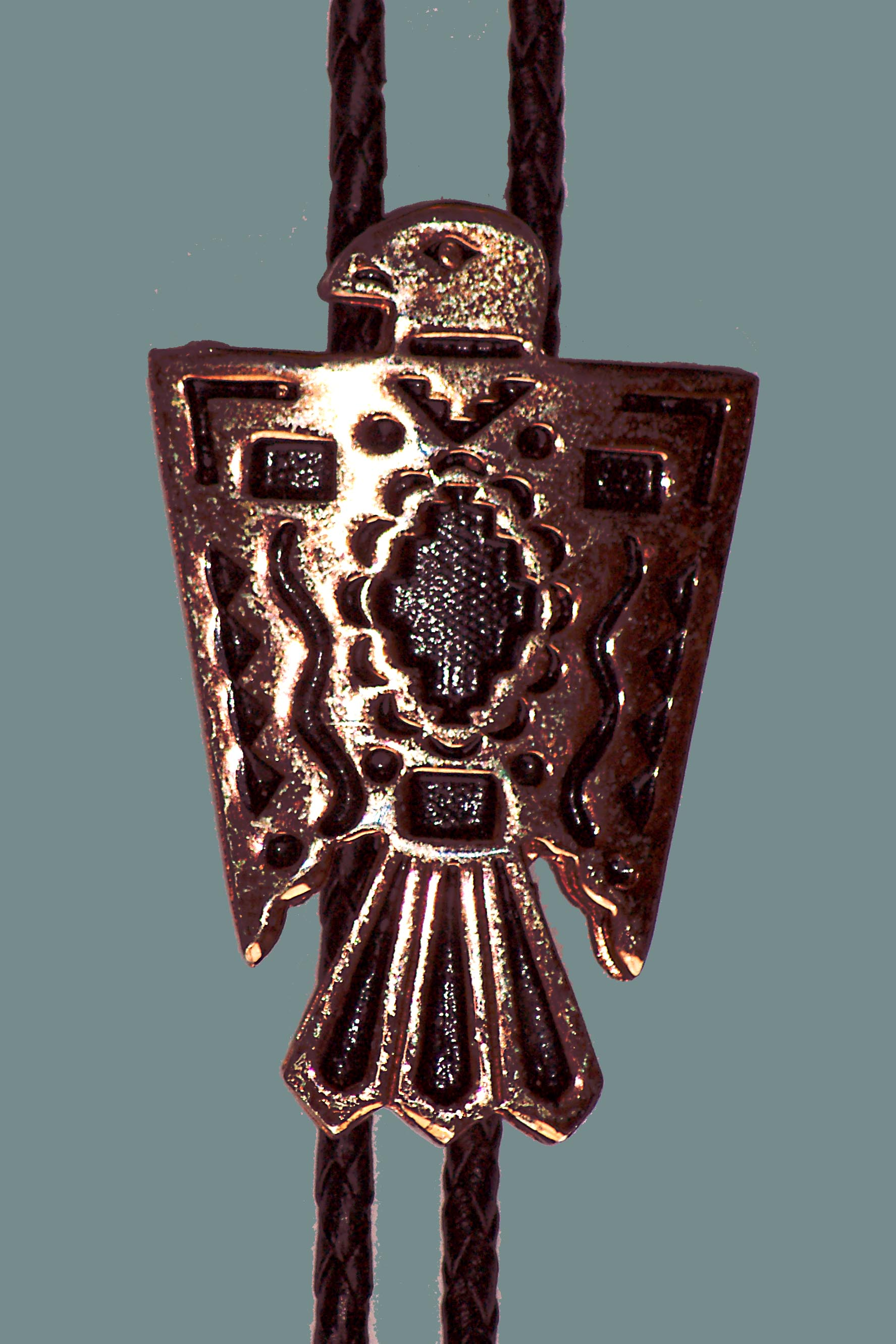
Corbata amb disseny indi pellroja americà

Va ser un fenomen principalment britànic. La subcultura Teddy Boy va començar entre els adolescents de Londres a principis dels anys 1950, i es va estendre ràpidament pel Regne Unit, associant-se fortament a la música rock and roll nord-americana. Després de la Segona Guerra Mundial, els joves homes de bandes de delinqüents que havien adoptat la moda de l'època eduardiana eren coneguts com "Cosh Boys" o "Edwardians". Però el nom de Teddy Boy es va encunyar quan un titular del diari Daily Express del 23 de setembre de 1953 va escurçar Edwardian a Teddy. No obstant això, el terme s'havia utilitzat anteriorment a l'Anglaterra eduardiana per referir-se a membres de l'exèrcit territorial (vegeu per exemple The Swoop! escrit per PG Wodehouse el 1909). Es tractava d'una referència al rei, Eduard VII, al servei del qual estaven.
A la Gran Bretanya de la postguerra, el racionament va continuar afectant la indústria de la moda, i els sastres d'homes del centre de Londres van idear un estil basat en la roba eduardiana amb l'esperança de vendre'ls als joves oficials desmobilitzats dels serveis. Però l'estil, amb pantalons estrets, jaquetes llargues semblants als vestits zoot nord-americans de la postguerra i armilles elegants, no va ser popular entre el seu mercat objectiu, deixant als sastres amb munts de roba no venuda que, per recuperar les pèrdues, es venien barates a botigues de roba masculina d'altres llocs de Londres.
Tot i que hi havia hagut una adopció per part de les classes acomodades —«un desaire extravagant de la classe alta cap al govern laborista de la postguerra i el seu missatge d'austeritat»—, va ser predominantment la joventut de la classe treballadora suburbana qui va adoptar i adaptar la moda. El seu aspecte proper al del spiv (un tipus de delinqüent típicament britànic de postguerra, majorment implicat en el mercat negre i saltar-se les normes de racionament), i les associacions amb l'estètica de la pel·lícula del 1953 Cosh Boy, escrita per Lewis Gilbert i Vernon Harris, van propiciar el seu rebuig per part de la classe mitjana. Cap al 1952, va començar a sorgir el que es va convertir en l'estil "Teddy Boy", que es va estendre gradualment per Gran Bretanya. A Cosh Boy es fa una referència primerenca a l'estil quan el personatge, Roy (James Kenny), pronuncia les paraules "[és un] modelet… l'últim crit en talls".
Encara que hi havia hagut grups de joves amb els seus propis codis de vestimenta, anomenats scuttlers, al Liverpool i Manchester del segle xix, els Teddy Boys van ser el primer grup de joves a Gran Bretanya a diferenciar-se com a adolescents, ajudant a crear un mercat juvenil. La pel·lícula nord-americana de 1955 Blackboard Jungle va marcar un punt d'inflexió al Regne Unit. Quan es va mostrar en un cinema del barri d'Elephant and Castle, al sud de Londres, l'any 1956, el públic adolescent de Teddy boys va començar a amotinar-se, trencant seients i ballant als passadissos del cinema. Després d'això, es van produir altres disturbis arreu del país on es va projectar la pel·lícula.
Alguns Teds van formar bandes i van guanyar notorietat després d'enfrontaments violents amb bandes juvenils rivals, així com d'atacs no provocats contra immigrants. Els enfrontaments més notables van ser els disturbis racials de Notting Hill de 1958, en què els Teddy Boys estaven presents en gran nombre i estaven implicats en atacs a la comunitat de les Índies Occidentals. Segons els informes publicats dècades després dels disturbis, "els teddy boys armats amb barres de ferro, ganivets de carnisser i cinturons de cuir amb pesos" van participar en multituds d'”entre 300 i 400 persones" que es van dirigir contra residents negres, i en una sola nit van deixar "cinc homes negres estirats inconscient a les voreres de Notting Hill". Els Teds també van estar implicats en els enfrontaments dels disturbis de St Ann de 1958, a Nottingham.
L'estil de vida violent va ser sensacionalitzat a la novel·la popular Teddy Boy d'Ernest Ryman, publicada per primera vegada al Regne Unit el 1958.

## Estil

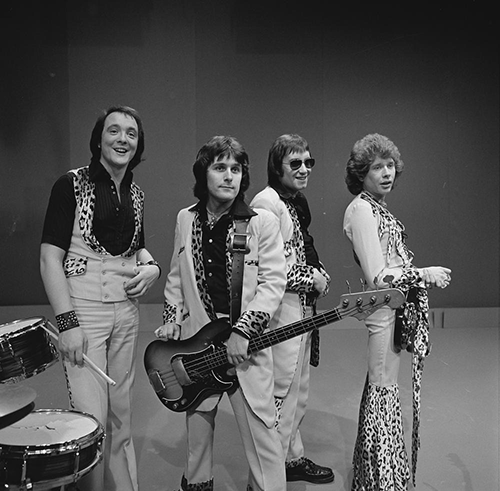
Exemples de roba Teddy Boy usada per Ray Stiles i Les Grey de la banda de glam rock dels anys 70 Mud: jaquetes drapades, creepers i pantalons de camal estret (font: AVRO)

La roba de Teddy Boy incloïa jaquetes drapades o levites que recordaven els vestits zoot nord-americans dels anys 40 que portaven els membres de les comunitats italoamericanes, chicanes i negres (com Cab Calloway, Louis Jordan o Malcolm X), generalment en tons foscos, de vegades amb un coll de vellut i solapes de butxaca, i pantalons de camal estret o de tub, de cintura alta, sovint deixant veure els mitjons. El vestit també incloïa una camisa blanca de coll alt i sense cordar (coneguda com a coll Mr. B., perquè sovint la portava el músic de jazz Billy Eckstine); una corbata estreta "Slim Jim" o corbata bolo occidental, i una armilla de brocat. La roba era majoritàriament feta a mida i amb una gran despesa, i es pagava en quotes setmanals.
El calçat preferit incloïa Oxfords molt polits, brogues gruixudes i sabates amb sola de crepe, sovint de camussa (conegudes com a creeper de bordell o trituradora d'escarabats). Els pentinats preferits incloïen els cabells llargs i engreixats, fortament modelats, amb un broquet a la part davantera i el costat pentinat cap enrere per formar un <i>cul d'ànec</i> a la part posterior. Un altre estil era el "Boston", en què el cabell s'untava recte cap enrere i es tallava recte al clatell.

### Teddy Girls
Les Teddy Girls (també anomenades Judies) portaven jaquetes drapejades, faldilles tipus llapis, faldilles de coix, trenes llargues, texans enrotllats, sabates planes, jaquetes a mida amb colls de vellut, barrets de palla, fermalls de cameo, espardenyes, barrets coolie i barrets llargs, i bolsos petits i elegants. Més tard, van adoptar la moda nord-americana de pantalons de torero, faldilles circulars voluminoses i cabells amb cues de cavall.
Les eleccions de roba de les Teddy Girls no estaven destinades estrictament a l'efecte estètic; aquestes noies rebutjaven col·lectivament l'austeritat de la postguerra. Eren dones joves de classe treballadora dels barris més pobres de Londres. Normalment abandonaven l'escola als 14 o 15 anys i treballaven a fàbriques o oficines. Les Teddy Girls passaven gran part del seu temps lliure comprant o confeccionant la seva roba de marca. El seu estil es va originar a partir d'un estil exigent i captivador de les cases de moda, que havien llançat línies de roba d'alta costura que recordaven l'època eduardiana.
L'estil va ser documentat per Ken Russell en una sèrie de fotografies del Picture Post del juny de 1955 titulada "Teddy Girls". Russell va assenyalar que es va passar per alt la contrapart femenina de la subcultura Teddy Boy, dient que "Ningú va prestar molta atenció a les teddy girls abans que jo les fes, tot i que hi havia molta informació sobre els teddy boys".
Una sessió de fotos de Liz Ham titulada Teddy Girls va ser publicada per Oyster el 2009 i després a Art Monthly Australia el 2010.

## Música i ball

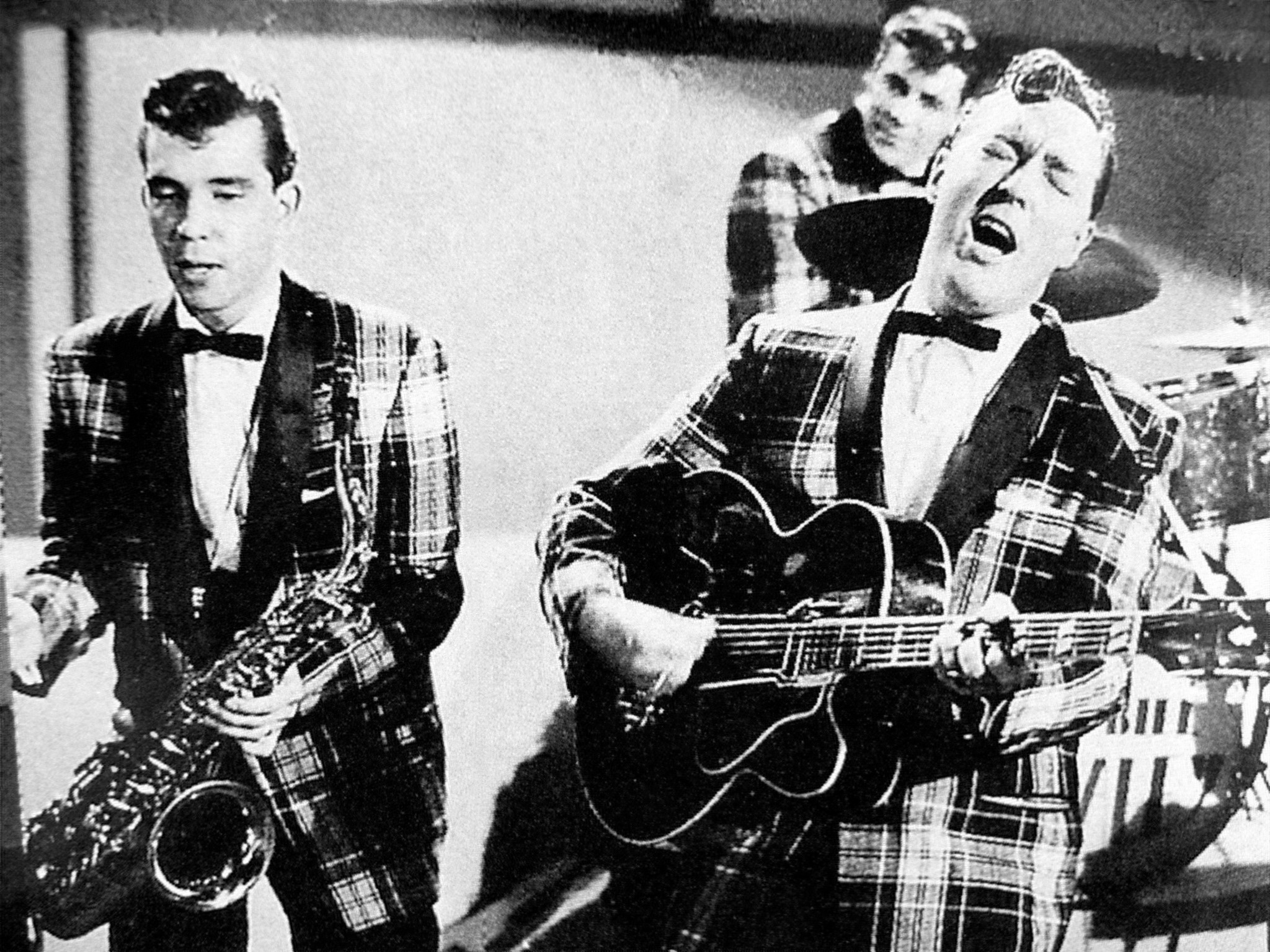
Bill Haley i The Comets amb jaquetes de coll xal de tartan associades a la subcultura del rockabilly, 1956

Tot i que es van associar els Teddy Boys amb la música rock and roll, abans de l'arribada d'aquest gènere els Teddy Boys també van escoltar i ballar música de jump blues, R&B, jazz i skiffle. Un ball conegut que van adoptar els Teddy Boys va ser The Creep, un shuffle lent que va ser tan popular entre ells que va donar lloc al seu altre sobrenom, Creepers. La cançó "The Creep" va sortir el 1953 i va ser escrita i gravada per a HMV pel líder i saxofonista de big band nascut a Yorkshire Ken Mackintosh. Tot i que no era un disc de rock and roll, va ser àmpliament acceptat pels Teddies de l'època. A partir de 1955, el rock and roll va ser adoptat pels Teddy Boys quan la pel·lícula Blackboard Jungle es va estrenar als cinemes del Regne Unit, i els Teddy Boys van començar a escoltar artistes com Elvis Presley, Bill Haley i Eddie Cochran.
Encara que no tan grans com els nord-americans, els artistes britànics de rock and roll com Tommy Steele, Marty Wilde, Cliff Richard, Dickie Pride i Joe Brown es van fer populars entre la cultura Teddy Boy, igual que l'escena Merseybeat a principis dels anys 60. George Harrison i John Lennon dels Beatles van emular l'estil Teddy Boy en la formació inicial de la banda. Les estrelles de rock britàniques originals com Billy Fury també es van traslladar a l'últim en rock and roll, com la música beat a principis dels anys 60.

## Revivals

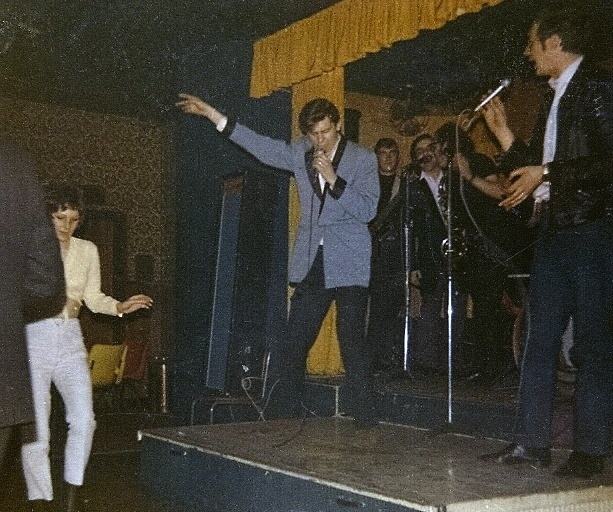
Shakin' Stevens amb jaqueta drapada blava elèctrica, anys 70

Després del London Rock and Roll Show celebrat a l'estadi de Wembley l'agost de 1972 (amb intèrprets nord-americans com ara Little Richard, Jerry Lee Lewis i Chuck Berry, a més d'actes de suport al Regne Unit), la música va gaudir d'un període renovat de popularitat. L'impuls musical es va mantenir amb l'estrena de pel·lícules com American Graffiti i That'll Be the Day, totes dues de 1973, i reelaboracions de glam rock de bandes com Wizzard, The Glitter Band i Showaddywaddy encapçalant les llistes de pop des de 1973.
Al mateix temps, Vivienne Westwood i Malcolm McLaren van promoure un ressorgiment de l'interès per la moda de Teddy Boy a través de la seva botiga Let it Rock, a King's Road de Londres. La nova generació de Teds va adoptar alguns aspectes de la dècada de 1950, però amb una gran influència del glam rock, incloent colors més forts per a les jaquetes drapades, els creepers i els mitjons i les camises de setí brillant que es portaven amb cordons de cordó, texans i cinturons de sivella gran. Els Teddy Boys de la dècada de 1970 sovint portaven pentinats pompadour extravagants a més de patilles llargues i laca o gel per al cabell per estilitzar-lo.
A finals dels anys setanta, la nova generació de Teds es va convertir en l'enemiga dels punk rockers inspirats en Westwood i Sex Pistols. A la primavera de 1977, les lluites al carrer entre joves punks i teds vells van tenir lloc a King's Road de Londres, on estaven situades les primeres botigues de la nova onada, inclosa la de Westwood i McLaren Sex, que aleshores ja no venia vestits zoot i equipament de ted).

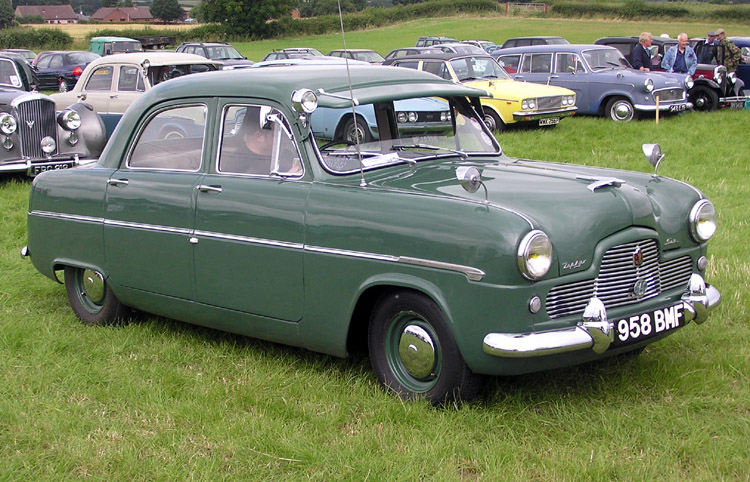
Ford Zephyr, un vehicle popular per als Teds

A finals de la dècada de 1980 hi va haver un moviment de diversos Teddy Boys per reviure l'estil de Teddy Boy dels anys 50. A principis de la dècada de 1990, un grup de revivalistes de Teddy Boy a la zona de Tottenham al nord de Londres van formar "The Edwardian Drape Society" (TEDS). El grup es va concentrar a recuperar l'estil que creien que s'havia convertit en bastarditzat per bandes de pop/ glam rock com Showaddywaddy i Mud als anys setanta.

## Retrats en la cultura popular
- La cultura de les bandes de Londres de principis de la dècada de 1950 es va retratar a la pel·lícula de 1953 Cosh Boy.[4]
- TEDS va ser el tema d'un curtmetratge, The Teddy Boys, de Bruce Weber.[31]
- Els teddies van inspirar la colla de "droogs" a la novel·la de 1962 d'Anthony Burgess A Clockwork Orange (La taronja mecànica).[32]
- El cantant i compositor anglès Paul McCartney va llançar una cançó anomenada Teddy Boy l'any 1970.